# Alessandra Vittoria di Schleswig-Holstein-Sonderburg-Glücksburg
Alessandra Vittoria di Schleswig-Holstein-Sonderburg-Glücksburg (Alexandra Viktoria Auguste Leopoldine Charlotte Amalie Wilhelmine zu Schleswig-Holstein-Sonderburg-Glücksburg; Holstein, 21 aprile 1887 – Lione, 15 aprile 1957) nata principessa di Schleswig-Holstein-Sonderburg-Glücksburg, divenne principessa di Prussia per matrimonio.

## Famiglia d'origine
Suo padre era il duca Federico Ferdinando di Schleswig-Holstein-Sonderburg-Glücksburg, figlio maggiore del duca Federico di Schleswig-Holstein-Sonderburg-Glücksburg e della principessa Adelaide di Schaumburg-Lippe; sua madre era la principessa Carolina Matilde di Schleswig-Holstein-Sonderburg-Augustenburg, figlia di Federico VIII di Schleswig-Holstein-Sonderburg-Augustenburg e della principessa Adelaide di Hohenlohe-Langenburg.

## Matrimonio
Il 22 ottobre del 1908, nella città di Berlino, Alessandra sposò il principe, e suo primo cugino, Augusto Guglielmo di Prussia, figlio dell'imperatore Guglielmo II di Germania e dell'imperatrice Augusta Vittoria di Schleswig-Holstein-Sonderburg-Augustenburg, sorella della madre di Alessandra.
La coppia ebbe un figlio:
- Alessandro Ferdinando di Prussia, nato il 26 dicembre 1912 e morto il 12 giugno 1985.

Il matrimonio venne organizzato dall'Imperatore e dall'Imperatrice, ma fu relativamente felice. Alessandra fu, tra le nuore, la preferita di sua suocera, considerando il fatto che essa era anche sua nipote. Una contemporanea della corte, la principessa Caterina Radziwiłł, commentò che Alessandra "si mostrava sempre disposta ad ascoltare sua suocera. Era una ragazza carina, bella e grassa, il tipo perfetto per la 'Deutsche Hausfrau' cara agli scrittori romantici tedeschi". Altri contemporanei scrivono che il matrimonio venne celebrato per amore, e che Alessandra era "incantevolmente carina e una ragazza brillante".
La coppia programmò inizialmente di prendere la residenza in Schönhausen Palace a Berlino, ma cambiarono idea quando il padre di Augusto Guglielmo decise di lasciare al figlio Villa Liegnitz nel parco Sanssouci a Potsdam. La loro residenza si trasformò in un luogo di incontro per artisti e studiosi.
Alessandra e Augusto Guglielmo divorziarono il 16 marzo del 1920.
In seconde nozze Alessandra sposò, il 7 gennaio del 1922, Arnold Rümann. Questo matrimonio non ebbe figli e terminò anch'esso con un divorzio nel 1933.
Dopo la seconda guerra mondiale, Alessandra visse in una roulotte nei pressi di Wiesbaden, dove si guadagnava da vivere come pittrice di paesaggi. Morì il 14 aprile 1957 in un hotel a Lione.

## Ascendenza
|                                                                             |                                                         |                                                                     | Genitori                                   |  |  | Nonni |  |  | Bisnonni                                                       |  |  | Trisnonni                                            |  |
|                                                                             |                                                         |                                                                     |                                            |  |  |       |  |  | Federico Guglielmo di Schleswig-Holstein-Sonderburg-Glücksburg |  |  | Federico Carlo di Schleswig-Holstein-Sonderburg-Beck |  |
|                                                                             |                                                         |                                                                     |                                            |  |  |       |  |  | Federico Guglielmo di Schleswig-Holstein-Sonderburg-Glücksburg |  |  | Federico Carlo di Schleswig-Holstein-Sonderburg-Beck |  |
|                                                                             |                                                         | Federica di Schlieben                                               |                                            |  |  |       |  |  | Federico Guglielmo di Schleswig-Holstein-Sonderburg-Glücksburg |  |  |                                                      |  |
| Federico di Schleswig-Holstein-Sonderburg-Glücksburg                        |                                                         |                                                                     |                                            |  |  |       |  |  | Federico Guglielmo di Schleswig-Holstein-Sonderburg-Glücksburg |  |  |                                                      |  |
|                                                                             |                                                         | Luisa Carolina d'Assia-Kassel                                       | Carlo d'Assia-Kassel                       |  |  |       |  |  |                                                                |  |  |                                                      |  |
|                                                                             |                                                         | Luisa Carolina d'Assia-Kassel                                       | Carlo d'Assia-Kassel                       |  |  |       |  |  |                                                                |  |  |                                                      |  |
|                                                                             |                                                         | Luisa Carolina d'Assia-Kassel                                       | Luisa di Danimarca                         |  |  |       |  |  |                                                                |  |  |                                                      |  |
| Federico Ferdinando di Schleswig-Holstein-Sonderburg-Glücksburg             |                                                         | Luisa Carolina d'Assia-Kassel                                       |                                            |  |  |       |  |  |                                                                |  |  |                                                      |  |
|                                                                             |                                                         | Giorgio Guglielmo di Schaumburg-Lippe                               | Filippo II di Schaumburg-Lippe             |  |  |       |  |  |                                                                |  |  |                                                      |  |
|                                                                             |                                                         | Giorgio Guglielmo di Schaumburg-Lippe                               | Filippo II di Schaumburg-Lippe             |  |  |       |  |  |                                                                |  |  |                                                      |  |
|                                                                             |                                                         | Giorgio Guglielmo di Schaumburg-Lippe                               | Giuliana d'Assia-Philippsthal              |  |  |       |  |  |                                                                |  |  |                                                      |  |
| Adelaide di Schaumburg-Lippe                                                |                                                         | Giorgio Guglielmo di Schaumburg-Lippe                               |                                            |  |  |       |  |  |                                                                |  |  |                                                      |  |
|                                                                             |                                                         | Ida di Waldeck e Pyrmont                                            | Giorgio I di Waldeck e Pyrmont             |  |  |       |  |  |                                                                |  |  |                                                      |  |
|                                                                             |                                                         | Ida di Waldeck e Pyrmont                                            | Giorgio I di Waldeck e Pyrmont             |  |  |       |  |  |                                                                |  |  |                                                      |  |
|                                                                             |                                                         | Ida di Waldeck e Pyrmont                                            | Augusta di Schwarzburg-Sondershausen       |  |  |       |  |  |                                                                |  |  |                                                      |  |
| Principessa Alessandra Vittoria di Schleswig-Holstein-Sonderburg-Glücksburg |                                                         | Ida di Waldeck e Pyrmont                                            |                                            |  |  |       |  |  |                                                                |  |  |                                                      |  |
|                                                                             | Cristiano di Schleswig-Holstein-Sonderburg-Augustenburg | Federico Cristiano II di Schleswig-Holstein-Sonderburg-Augustenburg |                                            |  |  |       |  |  |                                                                |  |  |                                                      |  |
|                                                                             | Cristiano di Schleswig-Holstein-Sonderburg-Augustenburg | Federico Cristiano II di Schleswig-Holstein-Sonderburg-Augustenburg |                                            |  |  |       |  |  |                                                                |  |  |                                                      |  |
|                                                                             | Cristiano di Schleswig-Holstein-Sonderburg-Augustenburg | Luisa Augusta di Danimarca                                          |                                            |  |  |       |  |  |                                                                |  |  |                                                      |  |
| Federico VIII di Schleswig-Holstein-Sonderburg-Augustenburg                 | Cristiano di Schleswig-Holstein-Sonderburg-Augustenburg |                                                                     |                                            |  |  |       |  |  |                                                                |  |  |                                                      |  |
|                                                                             |                                                         | Lovisa-Sofia Danneskjold-Samsøe                                     | Christian Conrad Sophus Danneskiold-Samsøe |  |  |       |  |  |                                                                |  |  |                                                      |  |
|                                                                             |                                                         | Lovisa-Sofia Danneskjold-Samsøe                                     | Christian Conrad Sophus Danneskiold-Samsøe |  |  |       |  |  |                                                                |  |  |                                                      |  |
|                                                                             |                                                         | Lovisa-Sofia Danneskjold-Samsøe                                     | Johanne Henriette Valentine Kaas           |  |  |       |  |  |                                                                |  |  |                                                      |  |
| Carolina Matilde di Schleswig-Holstein-Sonderburg-Augustenburg              |                                                         | Lovisa-Sofia Danneskjold-Samsøe                                     |                                            |  |  |       |  |  |                                                                |  |  |                                                      |  |
|                                                                             |                                                         | Ernesto I di Hohenlohe-Langenburg                                   | Carlo Ludovico I di Hohenlohe-Langenburg   |  |  |       |  |  |                                                                |  |  |                                                      |  |
|                                                                             |                                                         | Ernesto I di Hohenlohe-Langenburg                                   | Carlo Ludovico I di Hohenlohe-Langenburg   |  |  |       |  |  |                                                                |  |  |                                                      |  |
|                                                                             |                                                         | Ernesto I di Hohenlohe-Langenburg                                   | Amalia Enrichetta di Solms-Baruth          |  |  |       |  |  |                                                                |  |  |                                                      |  |
| Adelaide di Hohenlohe-Langenburg                                            |                                                         | Ernesto I di Hohenlohe-Langenburg                                   |                                            |  |  |       |  |  |                                                                |  |  |                                                      |  |
|                                                                             |                                                         | Feodora di Leiningen                                                | Emilio Carlo di Leiningen                  |  |  |       |  |  |                                                                |  |  |                                                      |  |
|                                                                             |                                                         | Feodora di Leiningen                                                | Emilio Carlo di Leiningen                  |  |  |       |  |  |                                                                |  |  |                                                      |  |
|                                                                             |                                                         | Feodora di Leiningen                                                | Vittoria di Sassonia-Coburgo-Saalfeld      |  |  |       |  |  |                                                                |  |  |                                                      |  |
|                                                                             |                                                         | Feodora di Leiningen                                                |                                            |  |  |       |  |  |                                                                |  |  |                                                      |  |